# Нитра (баскетбольный клуб)
«Нитра» — словацкий профессиональный баскетбольный клуб из одноименного города, 3-кратный чемпион Словакии.

## Титулы
- Чемпион Словакии (2 раза) — 2004/05, 2008/09
- Обладатель Кубка Словакии (1 раз) — 2012

## Сезоны
| Сезон   | Лига       | Уровень | РЧ | Плей-Офф | Еврокубки                    |
| ------- | ---------- | ------- | -- | -------- | ---------------------------- |
| 2010-11 | Экстралига | 1       | 1  | Финал    | -                            |
| 2011-12 | Экстралига | 1       | -  | -        | Групповой этап Еврочелленджа |